# Naruto Shippuden: Ultimate Ninja Storm 4
Naruto Shippuden: Ultimate Ninja Storm 4 (a partir daqui, referenciado simplesmente como Storm 4) é o quarto jogo principal (numerado) da série Naruto: Ultimate Ninja Storm, e o sexto em ordem de lançamento. Desenvolvido pelo CyberConect2 e publicado pela Namco Bandai games para PC, PlayStation 4, Xbox One e Nintendo Switch, é um jogo de luta baseado na franquia de anime e mangá Naruto. É a continuação direta do jogo Naruto Shippuden: Ultimate Ninja Storm 3, mas tendo como antecessor imediato, por data de lançamento, o título Naruto Shippuden: Ultimate Ninja Storm Revolution. Storm 4 é primeiro jogo de Naruto a marcar presença nos consoles da Oitava Geração, e conta a história da reta final da trama do mangá, finalizando assim a série Naruto: Ultimate Ninja Storm. Foi lançado em: 04 de Fevereiro de 2016 no Japão; um dia depois disso nas Américas; em 09 de Fevereiro de 2016 na Europa; no dia 05 de Fevereiro de 2016 no Brasil. É o primeiro jogo da franquia a ser totalmente dublado em Português Brasileiro.

## Jogabilidade
O Storm 4 possui jogabilidade semelhante aos jogos anteriores da série, em que os jogadores lutam entre si em arenas de três dimensões. O recurso "Wall Running" (literalmente, "Corrida na Parede"), ausente desde o primeiro jogo da série, Naruto: Ultimate Ninja Storm, está de volta, marcando presença apenas em algumas batalhas do modo história. Uma mudança importante para o recurso é a possibilidade de um personagem estar na parede, enquanto o outro fica na parte inferior, no chão do cenário, enquanto que, no Naruto: Ultimate Ninja Storm (original), os dois jogadores tinham que estar na parede. Também retorna a possibilidade voltar a utilizar os três modos de batalha em equipe num combate só, diferentemente do jogo anterior Naruto Shippuden: Ultimate Ninja Storm Revolution, que separou os modos para escolha do jogador, e recebeu muitas críticas por conta disso. Outra novidade é o recurso de alternar entre os personagens de suporte, colocando-os como lutador principal, durante a batalha. No entanto, os personagens compartilham a mesma barra de vida. Também novo para a franquia, é o "Armor Break", mecânica pela qual se pode destruir roupas e armaduras dos adversários, tanto em batalhas normais quanto contra chefes. Também foi adicionado o dano elemental. Por exemplo, o fogo pode queimar a roupa do personagem e, para apagá-lo, é necessário que a vítima em chamas corra de um lado para outro na arena ou se movimente. Além disso, ataques elétricos e aquáticos aumentam a probabilidade de dano, se a vítima estiver sobre a água.

## Desenvolvimento

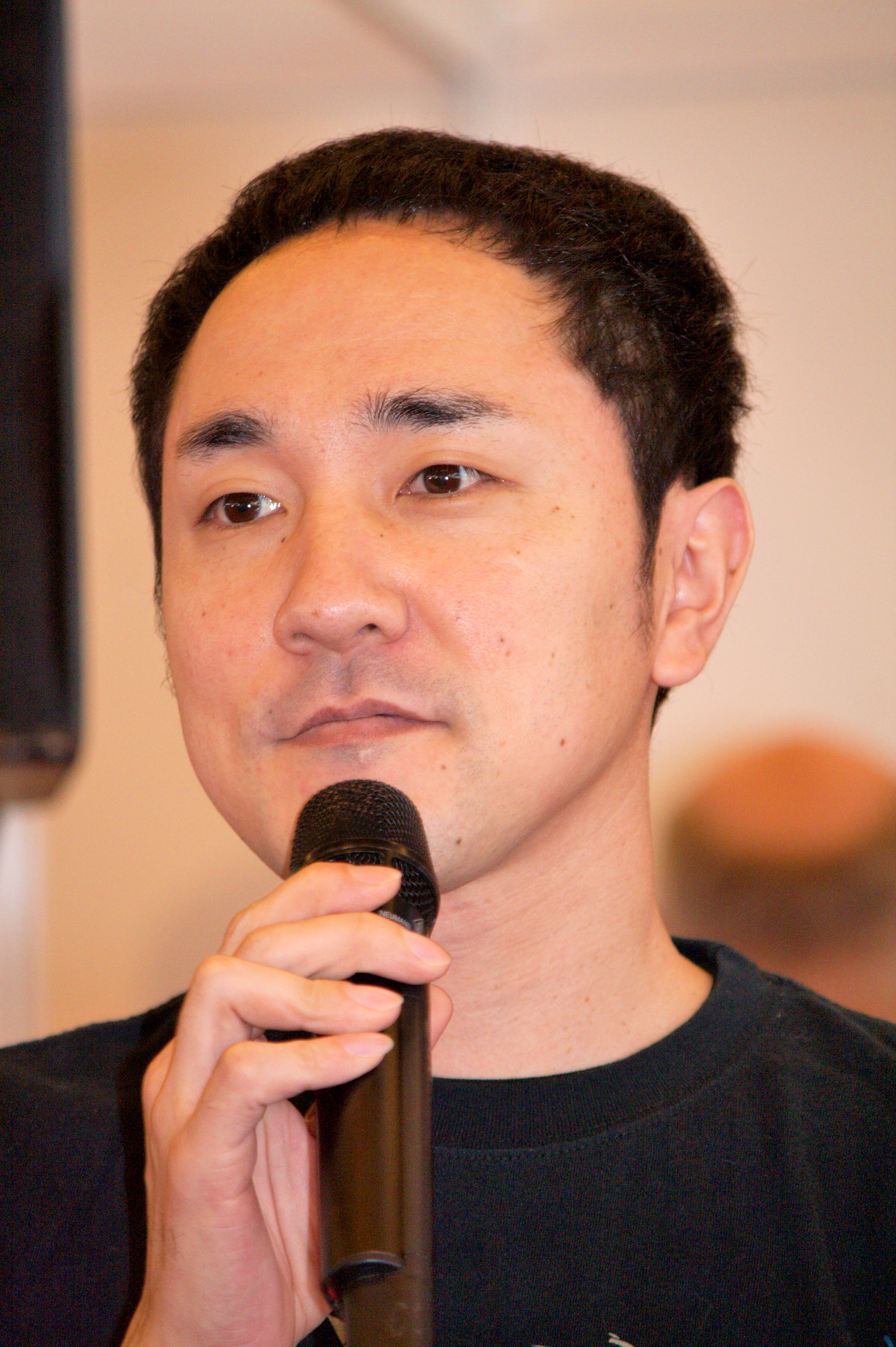
Hiroshi Matsuyama, CEO da CyberConnect2, supervisionou o desenvolvimento do jogo.

Após o anúncio oficial do jogo em Dezembro de 2014, Hiroshi Matsuyama afirmou que queria que a vida útil do jogo fosse a maior possível. A fim de conseguir isso, ele e sua equipe fizeram mudanças significativas para a mecânica de combate do jogo, incluindo um novo sistema de estratégia e alterações ao sistema de combate, além de danos internos nos personagens. A equipe também levou em conta o feedback dado a partir da comunidade Naruto e concentrou-se na adição de mais elementos baseados na história, ao invés da adoção de ritmo mais simples, com uma luta atrás da outra. O jogo traz o maior número de personagens jogáveis na história da série até então. Dentre eles, são selecionáveis os dos filmes The Last e Boruto - Naruto The Movie  que estreou nos cinemas japoneses em 7 de agosto de 2015, além dos personagens que marcaram presença em Naruto Shippuden: Ultimate Ninja Storm Revolution, e os novos personagens da reta final do anime e mangá, a exemplo de Kaguya Otsutsuki.

## Road to Boruto
Assim como o Ultimate Ninja Storm 3 recebeu uma atualização com a DLC Full Burst, o Storm 4 recebeu, em 02 de Fevereiro de 2017 a expansão Road to Boruto, onde é inclusa no conteúdo do jogo a história do filme do filho de Naruto Uzumaki, Boruto. Há novos personagens jogáveis e novas batalhas de chefe, seguindo o enredo da última produção cinematográfica do universo de Naruto. A expansão marcaria a despedida de Ultimate Ninja Storm, uma vez que a Namco Bandai não trará mais conteúdo para a franquia. Esses planos mudaram em 2024, com o lançamento de Naruto Shippuden: Ultimate Ninja Storm Connections.

## Next Generations Pack
Uma DLC foi lançada juntamente com a versão do jogo para Nintendo Switch em 24 de Abril de 2020. A expansão inclui Momoshiki e Kinshiki Otsutsuki como personagens jogáveis, além de 11 novos trajes da era Boruto.